# 県道169号 (台湾)
県道169号（けんどう169ごう）は、嘉義県梅山郷太和から同県阿里山郷里佳を結ぶ、全長50.246kmの台湾の県道である。

## 通過する自治体
- 嘉義県
  - 梅山郷
  - 竹崎郷
  - 阿里山郷

## 接続する道路
- 県道149甲線
- 県道162甲線
- 県道159甲線
- 台18線

## 施設
- 達邦国小学校